# 岡崎翔
岡崎 翔（おかざき しょう、1985年11月13日 - ）は、日本のシンガーソングライター、ラジオパーソナリティ。岡山県岡山市東区出身。17 Liveのライバーとして配信活動中。

## 人物
- 陶芸家で人間国宝の藤原雄は祖母のいとこ。
- 陶芸家で人間国宝の藤原啓は祖母の叔父。
- 主に20代は日本に存在していた芸能プロダクションのメインキャストプロダクションに所属していたが、一度も仕事が来たことが無かった。
- 所属していた芸能プロダクションのメインキャストプロダクションが破産直前に、個人的にラジオ番組のレギュラーのオファーを受け、確認のためマネージャーに連絡をとろうとしたが連絡が付かず、個人で出演を決めた。
- ダウンタウンの松本人志の兄、松本隆博と仲が良く、ラジオ番組の話題にすることが多い。

## 出演番組（レギュラー）
- ぼっけえラヂオ（ラヂオきしわだ、FMからつ、エフエムいずも、エフエム津山 パーソナリティ）
- 本庄強・岡崎翔のオラジオサン（和歌山放送、栃木放送 アシスタント）